# Monte Capo la Serra
Il Monte Capo la Serra è un rilievo montuoso dell'Appennino Lucano, facente parte dei Monti della Maddalena. Il rilievo è incluso nei confini della regione Campania, nel territorio del comune di Caggiano.

## Geologia e Pedologia
Il rilievo è caratterizzato da una natura geologica molto diversificata. È costituito da rocce carbonatiche che poggiano su un basamento arenaceo - marnoso. Questo si ripercuote sulla morfologia del territorio, che si presenta con pendenze modeste dal fondo valle tanagrino fino a circa 700 – 800 m s.l.m., dove comincia l'ambiente carbonatico. Qui la morfologia si fa più aspra, specie nel versante nordoccidentale, con sensibile aumento dell'energia del rilievo. Il paesaggio è caratterizzato da guglie e pinnacoli imponenti. Nel versante sudorientale, ai calcari giurassici si sostituiscono le arenarie e calciruditi mioceniche, che hanno favorito una morfologia del rilievo meno aspra e con pendenze minori.
A partire dai 900 - 1000 metri di quota, a causa dell'elevata pendenza e della scarsa copertura forestale, i suoli si presentano mediamente superficiali o poco profondi, pietrosi, con depositi di ceneri vulcaniche ricoprenti la roccia calcarea ascrivibili ai Molli-Eutrisilic Andosols. La dove le pendenze sono minori, in corrispondenza dei diversi avvallamenti che si rinvengono nell'area sommitale, i suoli possono presentarsi relativamente profondi, con maggior presenza di depositi di ceneri vulcaniche. Si tratta di suoli a tessitura grossolana in superficie e moderatamente fine in profondità, ascrivibili ai Pachi-Eutrisilic Andosols.

## Vegetazione
Si presenta come una montagna brulla e rocciosa. Le uniche formazioni forestali si rinvengono nella parte basale del versante orientale, dove sono presenti cedui di Ostrya carpinifolia e Fraxinus ornus. Dove i suoli si presentano più sviluppati, sono presenti piccoli cedui castanili. Sul monte, inoltre, i pascoli presentano a tratti piccoli gruppetti e alberi isolati di Pyrus piraster e Pyrus amygdaliformis. La pseudovetta ovest (1130 m) è caratterizzata dalla presenza di un piccolo boschetto di castagni, denominato Castagni di Palacìna.

## Panorama
Dalla vetta del monte si può ammirare un panorama vastissimo. Verso nord lo sguardo abbraccia un'ampia porzione dell'Appennino Campano e dei monti della Lucania Settentrionale. Sono facilmente individuabili le principali vette dei Monti Picentini, come il Monte Polveracchio, il Monte Cervialto e il Monte Mai. Voltando lo sguardo verso est si osservano il Monte Marzano, la Rotonda di Monte Marmo, il Monte Santa Croce e le vette del Monte Vulture, il Monte Li Foj e la città di Potenza. Volgendo lo sguardo verso i quadranti meridionali si osservano, da est verso ovest i Monti della Maddalena, il Vallo di Diano e i monti del Cilento con le principali montagne: Monte Cervati e Monte Motola. A sud-ovest si contempla in tutta la sua maestosità la catena dei Monti Alburni e verso nordovest, lo sguardo si posa sui Monti Lattari, la costiera amalfitana e il mar Tirreno.